# D (映画)
『D』（ディー）は、1999年に製作された実写特撮オリジナルビデオ作品。その後、「東京ファンタスティック映画祭」での上映や、2000年には映画館での上映も行われた。

## 登場人物
- 川俣：長倉大介
- 松崎：町田政則
- 田中：清水宏

## 登場メカニック
コンバットスーツ
ソ連により製作された機動兵器。試作品を含め、Cタイプまで製作された。装着することにより、戦車並みの装甲と戦況に応じて様々な兵装をつけることができるが、生体コードを登録しておかなければならず、未登録者が装着すると自動的に爆発する。
Dタイプは川俣たちがソ連から強奪して日本に亡命する際に作り上げたものであり、世界に1台しかない。兵装は左腕にワイヤーガンを常備しているほか、主に遠距離用の武器がほとんどである。

### 武器
グレネードランチャー MM-1
全装弾を6秒で発射できる擲弾発射器。最大射程は120m。40mmの特殊グレネードランチャー弾を使用する。全長546mm、重量9,000g、弾は12発まで装弾できる。
AK-47 カスタマイズド Kawamata Special
ロシア製AK-47（カラシニコフ自動小銃）を、川俣が独自に改造したものである。特殊弾頭の小型銃弾である5.45mm×39弾を使用する。全長940mm、重量3,420g、弾は30発まで装弾できる。
アンチ・マテリアルライフル バートレット M-82A1
連続射撃可能のセミ・オートマチック。最強の大口径狙撃銃で徹甲弾、焼夷弾、焼夷徹甲弾のほか、貫通性の高い弾丸や爆裂性の高い弾薬などを、戦況に応じて使い分けられる。12.7mm×99APFESDS弾を使用する。全長1,447mm、重量12,900g、弾は10発まで装弾できる。
U.S.M60 GPMG
アメリカ軍の分隊支援火器として採用された銃。車両やヘリコプターにも搭載されている。7.62mm×51弾を使用する。全長1,105mm、重量10,500g、メタルリンクで装弾は無限大であり、発射速度は毎分550発。
ロケットランチャー AT-4
有効射程300m、厚さ450mmの装甲をも貫通するHEAT弾を発射する対戦車兵器。Dには2門装備されている。84mm滑空弾を使用する。全長1,000mm、重量6,700g、装弾は1発のみ。